# Maria Josephson
Maria Josephson, tidigare Maria Björk född 1978, är en svensk författare och forskare som rört sig i gränslandet mellan idéhistoria och medicinhistoria.
Josephsons doktorsavhandling Problemet utan namn? Neuroser, stress och kön från 1950 till 1980 i Sverige lades fram inom ämnet idéhistoria vid Uppsala universitet 2011. Hon gjorde sin postdoktorperiod i Linköping och har sedan forskat vid Södertörns högskola samt varit verksam på Karolinska institutet med humaniorans, och särskilt medicinhistoriens roll i undervisningen på det medicinska universitetet Karolinska institutet.
2022 publicerade hon boken Lex THX, om veterinärmedicine doktor Elis Sandberg och hans "undermedel" THX. Boken belyser Sandbergs position i gränslandet mellan å ena sidan medicinsk praktik och forskning, och å andra sidan verksamhet gränsande till kvacksalveri. Den skildrar Sandbergs mångåriga strid mot myndigheterna samt den samhälleliga och medicinska kontext som möjliggjorde fenomenen Sandberg och THX. En mindre skrift av Josephson om Sandberg finns sedan tidigare publicerade i den idéhistoriska tidskriften Lychnos.